# (22203) Prothoenor
(22203) Prothoenor (6020 P-L) – planetoida z grupy trojańczyków okrążająca Słońce w ciągu 11,95 lat w średniej odległości 5,22 j.a. Odkryta 24 września 1960 roku.